# Wolfenstein: The Old Blood
Wolfenstein: The Old Blood és un videojoc d'acció i aventura en primera persona desenvolupat per Machine games i publicat per Bethesda. Va ser llançat el 5 de maig de 2015 en versió digital per PC, PlayStation 4 i Xbox One i en el seu format físic el 14 de maig 2015 a Austràlia i a Nova Zelanda, el 15 de maig de 2015 a Europa i el 21 de juliol de 2015 a Amèrica. És un pack d'expansió independent de la sèrie Wolfenstein i una història prèvia del videojoc Wolfenstein: The New Order.

## Argument
El joc ens posa novament a la pell de l'agent B.J. Blazcowicz, que té com a missió intentar endinsar-se en el cor de l'imperi nazi. Com infiltrat ha d'aconseguir al costat del seu company una sèrie de documents, alguna cosa que els acaba portant directes al castell de Wolfenstein. Al llarg dels vuit capítols anirem avançant en la nostra missió no solament amb en Blazkowicz, sinó també intercalant el protagonisme amb un altre personatge que haurà de moure's per la ciutat mentre busca una persona vital per a la guerra contra l'exèrcit alemany. Les relacions entre personatges, alguns diàlegs i un parell de moments concrets de la trama tenen molta importància. Wolfenstein: The Old Blood va tenir una recepció generalment positiva després de sortir a la venda. Molts crítics van lloar els tirotejos intensos del joc, els llocs interessants, i l'equilibri entre el sigil i l'acció.